# ほんまもんのワイドFMをハッキリ愛して
『ほんまもんのワイドFMをハッキリ愛して』とは、2016年3月19日（土曜日）の12:00より毎日放送（MBSラジオ）・大阪放送（ラジオ大阪：OBC）・朝日放送（ABCラジオ）の在阪民間AMラジオ放送局が「FM補完放送（ワイドFM）」の本放送を開始することを記念した3局共同制作の特別番組。
放送時間は11:30 - 12:30（JST）で、MBS・OBC・ABCとも、同時に生放送を実施。在阪ラジオ3局による番組の共同制作および、同一番組の3局同時生放送は、いずれも史上初の試みであった。

## 概要
関西地区のラジオ局では初めて、MBS・OBC・ABCの3局が2016年3月19日の12:00からFM補完放送（ワイドFM）の本放送を一斉に開始することを記念した番組で、大阪市中央区の道頓堀角座広場から公開生放送を実施。ワイドFMと従来のAM放送を通じて、その模様を上記3局で同時に放送した。
番組のタイトルには、放送時間の一部が互いに重なる平日の生ワイド番組のタイトル（OBC：『ほんまもん!原田年晴です』、ABC：『ドッキリ!ハッキリ!三代澤康司です』、MBS：『松井愛のすこ〜し愛して♥』）の一部に、FM補完放送の通称（ワイドFM）を組み合わせた名称を採用した。
公開生放送では、上記全局の番組にレギュラー出演の経験がある森脇健児と南かおりが進行を担当。以上3番組のメインパーソナリティを務める各局のアナウンサー（ABC：三代澤康司、OBC：原田年晴、MBS：松井愛）や、各局代表で「ワイドFM大使」に任命されたアナウンサー（ABC：乾麻梨子、OBC：藤川貴央、MBS：玉巻映美）が一堂に会した。
ちなみに角座では、当番組の放送当日に、ワイドFMの本放送開始を記念した「FM開局記念イベント・まいど!ワイドFM 今日から"えぇ音"きかせます。」を開催。当番組の公開・合同生放送に加えて、上記3局が独自に編成する番組の公開収録や公開生放送も実施した。

## 出演
司会
- 森脇健児
- 南かおり

パーソナリティ
- 松井愛（MBSアナウンサー）
- 三代澤康司（ABCアナウンサー）
- 原田年晴（OBCアナウンサー）

ワイドFM大使
以下の人物はいずれも、ワイドFMのPRを目的に、「ワイドFM大使」へ任命されたアナウンサー。
- 乾麻梨子（ABCアナウンサー）
- 藤川貴央（OBCアナウンサー）
- 玉巻映美（MBSアナウンサー）

声の出演
- 浜村淳[注 2]